# Rotbuch Verlag

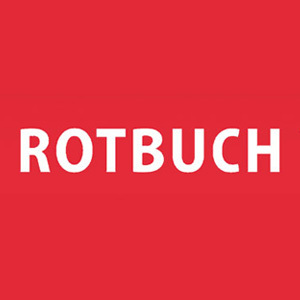
Logo des Rotbuch-Verlages

Der Rotbuch Verlag ist ein Buchverlag mit Sitz in Berlin-Mitte mit einer linken Geschichte, mit den drei Programmsäulen Belletristik, Sachbuch und Krimi. Im Verlag veröffentlichten Nobelpreisträger wie Herta Müller und Dario Fo ihre Werke.
Von 1996 bis 2001 erschien bei Rotbuch die Kulturzeitschrift Zibaldone, von 1976 bis 1992 die Zeitschrift PROKLA.

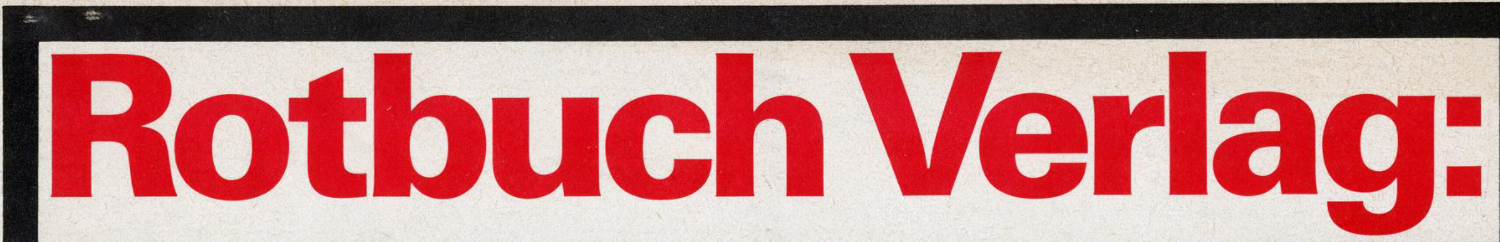
Früheres Rotbuch-Logo

## Geschichte

### Verlag als Kollektiv
Der Rotbuch Verlag wurde 1973 in West-Berlin von einigen Mitarbeitern des Wagenbach Verlags gegründet. Von 1965 bis 1973 war versucht worden, den Wagenbach-Verlag als Kollektiv zu führen, was mit der Abspaltung jedoch beendet wurde. Die Gründer des Rotbuch-Verlages Anne Duden, F. C. Delius, Eberhard Delius, Ingrid Karsunke, Andreas Fimmel, Helga Scheller und Manfred Naber versuchten die Kollektividee im eigenen Verlag fortzusetzen. Auch das Kursbuch, herausgegeben von Hans Magnus Enzensberger, Karl Markus Michel und Tilman Spengler, erschien zunächst hier weiter. Der übrige Wagenbach Verlag ging im Klaus Wagenbach Verlag auf. Von 1987 bis 1991 war Otto Kallscheuer Lektor des Verlages.
Die Organisation des Verlages als Kollektiv bedeutete, dass Beschäftigte und Eigentümer identisch waren und gemeinschaftlich über Organisation, Finanzen und Programm, Auswahl der Autoren, Vertrieb und Ladenpreis entschieden. Zwischen 1973 und 1993 war Rotbuch der Hausverlag bedeutender literarischer Stimmen in deutscher Sprache, darunter György Dalos, Anne Duden, Adolf Endler, Christian Geissler, Libuše Moníková, Heiner Müller, Herta Müller, Aras Ören und Emine Sevgi Özdamar. Die linke Szene karikierende Comics von Gerhard Seyfried (Wo soll das alles enden? und Invasion aus dem Alltag) konnten andere Projekte querfinanzieren. Zu den wichtigsten Verlagsprodukten für die jüngere Generation zählte der Rote Kalender, ursprünglich als Roter Kalender für Lehrlinge und Schüler, später Roter Kalender gegen den grauen Alltag.

### Verkauf an Groenewold
1993 verkauften die damaligen Gesellschafter ihre Anteile der Europäischen Verlagsanstalt, seit 1989 unter der Leitung der Verlegerin Sabine Groenewold, und Rotbuch zog nach Hamburg. Zweck des Kaufs war, durch eine gemeinsame Plattform beiden Verlagen eine stärkere Position zu geben. An der Zielrichtung des Rotbuch-Programms änderte sich nichts. 
Im Jahr 2001 wurden der Rotbuch Verlag, die Europäische Verlagsanstalt und der ein Jahr zuvor vom Carlsen Verlag/Hamburg übernommene Verlag Die Hanse unter der Dachmarke Sabine Groenewold Verlage zusammengeführt. Seitdem ist Rotbuch ein reiner Belletristikverlag, mit Schwerpunkten einerseits auf der jungen Literatur Deutschlands und europäischen Randländer wie Irland und Polen, und auf Krimis anderseits.

### Übernahme durch BEBUG
Anfang 2007 erwarb die Berliner Buchverlagsgesellschaft BEBUG den Rotbuch Verlag und gab den Vertrieb an die Eulenspiegel Verlagsgruppe. Der Sitz des Verlages wurde wieder zurück nach Berlin verlegt. 
Die historischen Programmschwerpunkte Sachbuch, deutsche Krimis sowie Belletristik, wurden neu installiert und ausgebaut. Nur wenige Autoren wie Jörg Juretzka, György Dalos oder Michael Wildenhain sind zum Verlag seit der Übernahme zurückgekehrt.
Seit 2009 befindet sich das Verlagsarchiv des Rotbuch Verlages im Mainzer Verlagsarchiv des Instituts für Buchwissenschaft der Johannes-Gutenberg-Universität Mainz.

## Krimis von Rotbuch
Mit der Krimireihe, die im Rotbuch Verlag Mitte der 1980er Jahre von Gabriele Dietze gegründet wurde, verbreiterte sich das Spektrum des Verlagshauses. Der Verlag veröffentlicht unter anderen auch internationale und deutsche Newcomer und zeichnet sich durch seinen eigenwilligen, progressiven Stil aus. So konnte der Verlag insgesamt zehn Deutsche Krimipreise gewinnen. Ihr Debüt im Rotbuch-Krimi lieferten Autoren wie Jörg Juretzka (Deutscher Krimipreis, 1999 und 2002), Thea Dorn (Deutscher Krimipreis, 2000, Platz 1) oder Pieke Biermann (Deutscher Krimipreis 1991 und 1997, jeweils 1. Platz).
Im Frühjahr 2008 begann Rotbuch die Krimireihe „Hard Case Crime“ zu veröffentlichen, eine Taschenbuchreihe von Pulp-Krimis. In der Reihe erschienen Autoren wie Allan Guthrie, Lawrence Block, Ken Bruen oder Jason Starr.

## Autoren
In den 1970er Jahren prägten viele Autoren aus Osteuropa das Programm des Verlags, etwa:
- Herta Müller (Rumänien)
- Richard Wagner (Rumänien)
- Libuše Moníková (ČSSR)
- György Dalos (Ungarn)
- Agota Kristof (Ungarn/Schweiz)
- Miklós Haraszti (Ungarn)
- Thomas Brasch (DDR)
- Sascha Anderson (DDR)
- Kurt Bartsch (DDR)

Zu den wichtigen Autoren dieser Zeit zählten zudem:
- F. C. Delius
- Heiner Müller
- Anne Duden
- Yaak Karsunke
- Peter O. Chotjewitz
- Peter Schneider
- Peter Paul Zahl
- Helga M. Novak
- Birgit Vanderbeke
- Christian Geissler
- Gerhard Seyfried
- Aras Ören

Zu den Autoren der 1980er und 1990er Jahre zählten 
- Michael Walzer
- Michael Ignatieff
- Benjamin Barber
- Hannah Arendt
- Carmen Francesca Banciu (Rumänien)
- Norberto Bobbio
- Dan Diner
- Peter Glotz
- Ulrich Beck
- André Gorz
- Marianne Herzog
- Matthias Horx
- Robert Jungk
- Bernd Polster
- Thomas Schmid
- Judith N. Shklar
- Michael Sontheimer
- Alain Touraine
- Gunter Gerlach
- Terry Winograd
- Franz Xaver Kroetz
- Feridun Zaimoglu

Zu den neuen Autoren des frühen 21. Jahrhunderts zählen
- Akos Doma
- Jörg Juretzka
- Jutta Ditfurth

Im Programm sind auch Übersetzungen des Literatur-Nobelpreisträgers (1997) Dario Fo enthalten.